# The Blues Brothers
The Blues Brothers američki je blues i soul sastav, kojeg 1978. osnivaju komičari Dan Aykroyd i John Belushi u svom televizijskom nastupu Saturday Night Live. Belushi i Aykroyd, već i sami veliki ljubitelji bluesa, zamjećuju velike sposobnosti prvog vokala "Jolieta" Jakea Bluesa i njegovog brata Elwooda Bluesa na usnoj harmonici i vokalu. Inače njih su dvojica skladatelji i vođe sastava, kao i vrlo respektirani blues glazbenici. Sastav svoj prvi nastup kao glazbeni gosti imaju 22. travnja 1978. u emisiji Saturday Night Live.
Sastav polako počinje živjeti i izvan granica televizijskog ekrana, pa tako 1978. izdaju svoj prvi album Briefcase Full of Blues, a snimaju u Hollywoodu i svoj film The Blues Brothers koji izlazi 1980.
Nakon Belushijeve smrti 1982., "Blues Brothers" se privremeno razilaze do 1988. i sviraju po raznim sastavima i kao solo gosti. Originalna postava se sastaje 1988.g. i kreće na svjetsku turneju, a kao posljedica toga 1998. snimaju svoj drugi film Blues Brothers 2000, na kojem se nalazi materijal s glazbenih nastupa širom svijeta.

## Životopis sastava
Blues Brothers nastaju iz televizijske emisije Saturday Night Live gdje glume likove "braće blues", "Jolieta" Jakea i Elwooda Bluesa. Emisiju vode dvojica komičara i ujedno veliki obožavatelji bluesa Dan Aykroyd i John Belushi. Veliku pomoć pri osnivanju sastava pridonio je i klavijaturista i prvi čovjek studijskog kućnog sastava Paul Shaffer. Nakon što je publika prihvatila priču i izvedbu blues glazbe, Shaffer okuplja impresivan sastav u kojem sudjeluju velikani R&B-a, soula i blusea, poput Stevea Croppera i Donalda Dunna iz "Booker T & the M.G.'s".
Njihov prvi album iz 1978., Briefcase Full of Blues dostiže dvostruku platinastu prodaju i dolazi na Top 40 rang liste s dva hita, "Soul Man" i "Rubber Biscuit". Ista glazbena skupina snima kultni film The Blues Brothers, sviraju po mnogim koncertima i odrađuju veliku američku turneju. Nakon toga izdaju album Made in America koji također daje jedan hit, "Who's Making Love?" #39 na Top listi.
John Belushi umire 1982.g. u Hollywoodu od predoziranja od heroina i kokaina, a nakon toga sastav se razilazi gdje pojedini glazbenici odlaze u druge sastave, dok neki nastupaju kao solo gosti. 1988. ponovo se sastaju i 1992. izdaju novi album Red, White & Blues, koji nije zabilježio neki veliki uspjeh. Komercijalni promašaj, nastavak filma i izdavanje njegove glazbe pod nazivom Blues Brothers 2000 izlazi 1998.g. Iako slabo zapažen obnovio je sjećanja na prijašnje albume u izvedbi Blues Brothers sastava.

## Članovi sastava

### Originalna postava
- "Joliet" Jake E. Blues – vokal
- Elwood J. Blues – usna harmonika, vokal
- Steve "The Colonel" Cropper – prva gitara, ritam gitara (osnivač sastava "Booker T & the M.G.'s")
- Donald "Duck" Dunn – bas-gitara (osnivač sastava "Booker T & the M.G.'s")
- Murphy Dunne – klavijature
- Willie "Too Big" Hall – bubnjevi, udaraljke
- Steve "Getdwa" Jordan – bubnjevi, udaraljke (Saturday Night Live Band, svira samo na studijskim albumima)
- Tom "Bones" Malone – trombon, truba, saksofon (Saturday Night Live Band)
- "Blue" Lou Marini – saksofon (Saturday Night Live Band)
- Matt "Guitar" Murphy – prva i ritam gitara
- Alan "Mr. Fabulous" Rubin – truba (Saturday Night Live Band)
- Paul "The Shiv" Shaffer – klavijature, aranžer
- Tom "Triple Scale" Scott – saksofon

### Ostali članovi
- Zee Blues – vokal
- "Mighty Mack" McTeer – vokal
- J. Evan Bonifant (Buster Blues) – harmonika, vokal
- Joe Morton (Cab Chamberlain) – vokal
- Larry Thurston (Larry "T" Thurston) – vokal
- Eddie Floyd (Eddie "Knock on Wood" Floyd) – vokal
- Sam Moore (Sam "Soul Man" Moore) - vokal
- Tommy McDonnell (Tommy "Pipes" McDonnell) – harmonika, vokal
- Rob Paparozzi (Rob "The Honeydripper" Paparozzi) – harmonika vokal
- Leon Pendarvis (Leon "The Lion" Pendarvis) – pianino, vokal, aranžer
- Danny Gottlieb (Danny "G-Force" Gottlieb) – bubnjevi
- Jimmy Biggins (Jimmy "Jimmy B" Biggins) – saksofon
- Anthony Cloud (Anthony "Rusty" Cloud – klavijature
- Birch Johnson (Birch "Crimson Slide" Johnson) – trombon
- Eric Udel (Eric "The Red" Udel) – bas-gitara
- John Tropea (John "Smokin" Tropea) – gitara
- Lee Finkelstein (Lee "Funky Time" Finkelstein) – bubnjevi
- Steve Potts – bubnjevi
- Steve Holder – trombon

## Diskografija
- 1978. – Briefcase Full of Blues (Atlantic Records)
- 1980. – The Blues Brothers: Music from the Soundtrack (Atlantic Records)
- 1980. – Made in America (Atlantic Records)
- 1981. – Best of the Blues Brothers (Atlantic Records)
- 1983. – Dancin' Wid Da Blues Brothers (Atlantic Records)
- 1988. – Everybody Needs the Blues Brothers
- 1990. – The Blues Brothers Band Live in Montreux (snimljeno 12. srpnja 1989. u kasinu "Montreux" zajedno s vokalima Eddiem Floydom i Larryjem "T" Thurstonom)[2]
- 1992. – Red, White & Blues (Turnstyle)[3]
- 1992. – The Definitive Collection (Atlantic/WEA)
- 1995. – The Very Best Of The Blues Brothers (Atlantic Records)
- 1997. – Blues Brothers & Friends: Live from House of Blues (A&M)
- 1998. – Blues Brothers 2000: Original Motion Picture Soundtrack
- 1998. – The Blues Brothers Complete (Atlantic Records)[4]
- 2003. – The Essential Blues Brothers (Warner Strategic)[5]

## Vanjske poveznice
- Službene stranice  Arhivirana inačica izvorne stranice od 24. rujna 2005. (Wayback Machine) (engleski)
- Blues Brothers Centrala  Arhivirana inačica izvorne stranice od 8. veljače 2011. (Wayback Machine) - Stranice obožavatelja (engleski)
- Arhiva The Blues Brothersa  Arhivirana inačica izvorne stranice od 16. svibnja 2007. (Wayback Machine) (engleski)